# Victor Buruiană
Victor Buruiană (n. 29 aprilie 1959, Chișinău, Republica Moldova) este un inginer-electronist, inventator, compozitor, textier, interpret vocal, bas-chitarist, chitarist, orchestrator, maestru de sunet, autor-prezentator de emisiuni radio și TV din Republica Moldova, membru al Ununii Muzicienilor din Republica Moldova.
Activează în domeniul muzicii folk, a muzicii ușoare și a muzicii de spectacol și film, în radio, dar și în domeniul proiectării de echipamente electronice, în special a celor de studio. A fost președintele Asociației Folkiștilor din Moldova, unul dintre organizatorii festivalului de muzică folk "Galbenă Gutuie", prezentator de emisiuni de radio și TV, inițiatorul creării posturilor "Euro TV", "Radio Antena C", "Radio 10". Deține brevete de invenții și inovații în domeniul electronicii.

## Descendența
Tata - Adrian Buruiană (n.1934, jud.Lăpușna - d.2002 Chișinău), a fost inginer de cinematografie (abs.Institutul Politehnic din Kiev), autorul concepției și pe parcursul a aproape întregii vieți directorul tehnic al studioului "Moldova-film", descendent al unei familii de mai multe generații de preoți ortodocși.
Mama - Elena Buruiană (n.1933 Elena Cheianu, jud.Lăpușna - d.2019 Chișinău), a fost profesoară de biologie (abs.Universitatea de Stat din Chișinău, biologie-ihtiologie), apoi inginer în secția prelucrare peliculă a companiei "Teleradio Moldova", descendentă a unei familii de mai multe generații de preoți ortodocși.

## Date biografice
Victor Buruiană s-a născut la Chișinău pe 29 aprilie 1959, și-a făcut studiile la Școala nr.1 din Chișinău (astăzi Liceul "Gheorghe Asachi") (1966...1976) și la Institutul Politehnic din Chișinău, facultatea semiconductoare (1977...1982).   Și-a început activitatea în calitate de mecanic de cinema la cinematograful "40 лет ВЛКСМ" (40 de ani ai UTC) în 1975, fiind încă elev și a continuat-o fără întreruperi, inclusiv în ultimul an de școală și în anii de studenție.  În 1976, 1977 a fost asistent de operator la studioul "Moldova Film". În 1990 - S-a căsătorit cu Inga Druță. În 1991 - S-a născut fiul său, Sabin Buruiană. 
Între anii 1983-1992 a lucrat la Uzina Experimentală a Institutului de Fizică Aplicată a Academiei de Științe a RSSM, unde a proiectat utilaje de prelucrare electrofizică a metalelor, obținând brevete de invenții și inovații, Medalia de Bronz a Expoziției Realizărilor Naționale a URSS.
În anii 1992...2004 este maestru de sunet și regizor la Direcția Culturii a Primăriei Chișinău, efectuând înregistrări audio și video, realizând emisiuni TV și sonorizând practic toate concertele oficiale din piețile centrale ale capitalei.
În 2004-2005 este conducător al secției de muzică a teatrului de păpuși "Licurici"
În anii 2005-2007 - maestru de sunet și orchestrator în studioul de înregistrări "Cantabile”. 
În 2007 - a divorțat de Inga Druță
În anii 2007, 2008 este maestru de sunet și realizator de emisiuni la postul "Eu TV”
Este autor al concepției, realizator și director al postului "Radio 10" din 2008 și până în 2010.
Din 2011 este realizator de emisiuni muzicale ("Fonograf" și "Ora de Muzică") și inginer-șef la "Radio România Chișinău" ( numit inițial "Radio Arena FM").
În 2016 - 2018, continuându-și activitatea la radio, revine la lucrul de inginer de sunet (mixajul de concert), colaborând  cu compania "Sens Music".
Din 2018 în studioul său personal începe reînregistrarea muzicii sale acumulate pe parcursul vieții.
La finele anului 2022 se pensioneaza, activând în continuare la ”Radio România Chișinău” în calitate de autor-prezentator de emisiuni de muzică. Tot în 2022 devine membru al Uniunii Muzicienilor din Moldova.

## Activitate artistică
În anii de școală frecventează mai multe cercuri artistice și tehnice - dansuri, teatru dramatic, teatru de păpuși, filme cu desene animate, pictură, iahting, radioamatori și altele. În1966 pentru prima dată prezentă la TV  emisiunea "Semafor", fiind ales de echipa de creație dintre elevii scolii. În anii 1975,1976 - cântă în formația de muzică ușoară a școlii, apoi în 1977 organizează pe lângă școala NR.1 din Chișinău, împreună cu foștii colegi de clasă Victor Moraru, Oleg Pulbere, Emil Dușchin, formația de muzică ușoară "Furtuna" cu care activează pînă în 1983. Fiind angajat la Academia de Științe, în 1984-1988 activează în formația de muzică ușoară "Contact" de acolo. Rămas fără formație, în 1988 compune prima sa piesă folk ”Închinare” pe versuri de Vasile Romanciuc, și o înregistrează la radio, participând la concursul muzical - "Nume noi"  În 1989 grație acestui cântec se lansează pe scena profesionistă, participă la primele concerte, primește primele invitații la radio și TV, câștigă primul concurs "Topul speranțelor" la Radio Moldova.
În 1989  este invitat de către Tatiana Petrache să participe la fondarea Asociației Folkiștilor din Moldova (AFM), iar în 1991 este ales președinte a AFM. 
În 1991 este câștigător al Marelui Premiu al festivalului de muzică folk " Galbenă Gutuie ", prima ediție și devine în continuare directorul acestui festival.
În 1992  participă la numeroase concerte pe front în timpul Războiului de pe Nistru, la concerte și festivaluri de muzică folk în România
În 1992 și 1993, la invitația lui Victor Socaciu, prezintă recitaluri la festivalul de muzică folk "Om bun", București
Începând cu anul 1992 și până în 1997 este directorul și prezentatorul festivalului de muzică folk " Galbenă Gutuie ". La edițiile din 1996 și 1997 încearcă o prezentare mai neobișnuită a festivalului - după un cuvânt introductiv trece la pupitrul de mixare din sală și continuă prezentarea de acolo, realizând și sonorizarea spectacolelor. 
În 1993 organizează formația de muzică folk "Noiembrie", în componenta căreia îi cooptează pe Ion Rață (voce, chitară), Mihai Budurin (Voce, chitară-bas) și Sergiu Musteață (clape). După o serie de participări de succes la spectacole și emisiuni TV formația își sistează activitatea din cauza problemelor de sănătate a unuia dintre membri. Doi ani mai târziu este propusă reluarea activității cu reorientarea spre muzica de dans, neacceptată de Victor Buruiană. Formația își schimbă denumirea în "Catharsis", înlocuindu-l pe Victor Buruiană cu Igor Cojocaru.
În 1993 și 1994 prezintă emisiunea "Telematinal" la Teleradio Moldova și realizează subiecte pentru această emisiune și pentru emisiunile de știri  ca reprezentant al Direcției Cultură a Primăriei Chișinău. Tot în 1993, 1994 realizează și prezintă la "Teleradio Moldova" emisiunea sa de autor "La castelul cu menestreli" dedicată muzicii folk. 
În 1997-1999 realizează o serie de spectacole muzicale din ciclul "Întâlniri cu laureații festivalului Galbenă Gutuie", în care exploatează din plin modul de îmbinare a sonorizării și a prezentării, fiind un fel de intermediar între spectatori și interpreți, citind la microfon și bilețelele cu întrebările trimise de către spectatori.
În 1999 organizează formația "Clepsidra" în care îi invită pe Gicu Cimbir (voce, chitară) și Viorel Țăranu (vioară). Formația activează până în 2002, înregistrând un album "Clepsidra" în anul 2000. 
În 2001 și 2002 - organizează împreună cu Silvia Grigore o serie de spectacole folk-pop cu titlul generic "Primăvara care-a fost", în care interpreții Silvia Grigore (voce, chitară), Victor Buruiană (voce, chitară-bas, chitară), Gicu Cimbir (voce, percuție, chitară), Viorel Burlacu (voce, clape, chitară, chitară-bas), Valentin Boghean (voce, saxofon, chitară), Georgeta Voinovan (voce, clape), Licu Goncear, Igor Țurcanu (voce, chitară), Viorel Țăranu (vioară), Gary Tverdohleb (percuție) se așezau în scenă pe scaune și își interpretau piesele, jucând atât rolul de soliști vocali, cât și de membri ai orchestrei. În timpul spectacolelor interpreții își prezentau singuri piesele, intercomunicau cu spectatorii, răspundeau la întrebări venite din sală.
În 2002 participă la protestele din fața Prședinției, cântând în fiecare seară pe scena ”Orășelului de corturi”, din care motiv este neoficial înterzis la concerte, radio și TV pe circa 17 ani, lucru care îi este mărturisit de către redactori și regizori și ca rezultat dispare pe o lunga perioadă de timp din spațiul public, cântând doar la spectacole la organizarea cărora participă personal. 
În 2003-2005 Victor Buruiană participă la spectacolele folk-pop cu genericul "Anotimpul dragostei", inițiate de Silvia Grigore ca o o continuare a spectacolelor "Primăvara care-a fost", dar cu cooptarea de instrumentiști profesioniști, cum ar fi Rustam Agaev (baterie), Sergiu Testimițeanu (chitară-bas), Roman Demirov (chitară-bas), Valeriu Gonța (chitară), dar și cu invitați, printre care duetul "Catharsis", grupul "Ștefan-vodă", Vasile Șeicaru, Silvia Cărăuș, Ștefan Caranfil, Radu Dolgan, Cezara, Aura, etc.
În 2001 Victor Buruiană începe lucrul la poemul muzical "Întoarcerea din cruciadă" pe versurile marelui poet român Radu Gyr, pe care îl finisează în 2006. La această lucrare mai participă actorii Ion Popescu și Nicolae Jelescu și interpreții Viorel Burlacu și Anatol Rudei.  Pe disc poemul apare în 2007. De asemenea în acești ani Victor Buruiană înregistrează cărți audio, compune muzica la circa 20 de spectacole pentru mai multe teatre, în special de păpuși, înregistrează și mixează muzică la filmele artistice "Lupii și zeii" și "Nuntă în Basarabia", compune și orchestrează muzică pentru diverși interpreți.
Din 2015, după o pauză de mai mulți ani, Victor Buruiană revine în scenă cu participări ocazionale la diverse spectacole, iar în 2018 începe să reînregistreze piesele sale compuse și cântate pe parcursul a peste 40 de ani. 
Din anul 2022 începe din nou să fie chemat la spectacole, emisiuni radio și TV, dar cum între timp s-au schimbat majoritatea redactorilor și regizorilor, publicul tânăr nu-l cunoaște și invitațiile nu sunt prea frecvente.

## Discografie
2000 "Clepsidra" - album folk-pop realizat împreună cu Gicu Cimbir si Viorel Tăranu, cuprinzând cântece compuse de Victor Buruiană și Gicu Cimbir
2007 "Întoarcerea din Cruciadă" - poem muzical pe versuri de Radu Gyr, realizat în colaborare cu actorii Nicolae Jelescu și Ion Popescu,  interpreții vocali Viorel Burlacu și Anatol Rudei.
2008 ”Povești de adormit copiii. Ion Creangă” Dramatizare, înregistrare și muzică Victor Buruiană.
2008 ”Povești de adormit copiii. Frații Grimm” Dramatizare, înregistrare și muzică Victor Buruiană.
2008 ”Povești de adormit copiii. Christian Andersen” Dramatizare, înregistrare și muzică Victor Buruiană
2018 "Timpul pierdut” - album de piese orchestrale
2018 ”Cântece în aer liber” - album de piese folk compuse în perioada renașterii naționale.
2019 ”Versuri de Daniel Corbu” - poezie recitată de Nicolae Jelescu pe muzică de Victor Buruiană
2019 "Colindul timpului" - album de poezie cântată.
2020 ”Vals pentru mama” - album de piese orchestrale.
2021 "Versuri pe portativ” - album de poezie cântată, realizat în colaborare cu Nica Zaharia (România-Australia) pe versurile unor poeți români consacrați.
2023 "Loc de foc" - album de cântece de Victor Buruiană, interpretate de autor, de Nina Crulicovschi, Mariana Mihailă, Irina Păvălache și Sabin Buruiană.
2024 ”Prieteni dragi” - album de cântece compuse de Victor Buruiană, interpretate de autor și de Mihaela Stoica din Giurgiu (România).

## Premii
1989 Medalia de bronz a Expoziției Realizărilor Economiei Naționale a URSS, Moscova.
1989 Premiul întâi, concursul "Topul Speranțelor", Chișinău
1991 Marele premiu al festivalului de muzică folk Galbenă Gutuie, Chișinău
1992 Premiul întâi al festivalului de muzică folk "Floare de colț", Galați
1992 Premiul pentru cel mai bun grup folk (împreună cu Inga Druță), festivalul de muzică folk "Întâmplare simplă", Baia-Mare
1993 Premiul onorific al combatanților conflictului de pe Nistru pentru activitate artistică pe front.
2005 Premiile speciale pentru cel mai bun text și cea mai bună orchestrație la cântecul ”Clipa primului sărut” interpretat de Irina Păvălachi la festivalul “ DOUĂ INIMI GEMENE “, Chișinău
2008 Premiul "Inimă de aur" al fundației Pentru Democrație Creștină din Republica Moldova
2022 Ordinul "Ștefan cel Mare” de gradul III al Mitropoliei Basarabiei, Patriarhia Română